# Nekrolog April 2013
Nekrolog
◄◄
| ◄
| 2009
| 2010
| 2011
| 2012
| 2013 | 2014 | 2015 | 2016 | 2017 | ► | ►►
Januar |
Februar |
März |
April |
Mai |
Juni |
Juli |
August |
September |
Oktober |
November |
Dezember 2013
Weitere Ereignisse | Allgemeiner Nekrolog 2013
Die Beschreibung der verstorbenen Person sollte so kurz wie möglich gehalten sein und nur deren signifikante Tätigkeit(en) enthalten.
Neue Namen ggf. auch unter dem Geburts- und Sterbedatum, also etwa unter 1. Januar und im Geburts- und Sterbejahr (2024) eintragen (nur bei entsprechender großer Wichtigkeit). Für Beispiele siehe die schon vorhandenen Artikel.
Außerdem über die fünf zuletzt Verstorbenen, zu denen es einen ausreichend guten Artikel für eine Präsentation auf der Hauptseite gibt, nach der todesbedingten Überarbeitung der Artikel ggf. auch unter Wikipedia Diskussion:Hauptseite informieren und sie am besten auch in den anderen Wikipedia-Sprachversionen eintragen. Tipp: Regelmäßig bei news.google.de nach „ist tot“, „gestorben“ oder „verstorben“ suchen.
Wenn eine Person gestorben ist, gibt es viele Seiten zu dieser Person in der Wikipedia, die davon auch betroffen sind und entsprechend aktualisiert werden müssen. Beispiele: Namenübersichtsseite, Geburtsjahr, Geburtsort-Seiten und viele mehr.
Wie finde ich die betroffenen Seiten?
Im Suchfeld auf der linken Seite gibt man den Suchbegriff so ein: „Vorname Nachname“. Dann klickt man auf Volltext und alle Seiten mit entsprechendem Suchtext werden aufgerufen. Hier sieht man dann schnell, wo auch das Todesjahr Sinn macht oder sogar ein Teil des Artikels angepasst werden muss. Auch hilft das „Werkzeug“ auf der linken Seite sehr gut, um solche Seiten aufzufinden: „Links auf diese Seite“. Somit ist die Wikipedia wieder aktuell in allen Bereichen! Hinweis: bei Eintragung der Kategorie „Gestorben JAHR“ wird der Missbrauchsfilter 49 ausgelöst, was jedoch nicht schlimm ist. Siehe: Spezial:Missbrauchsfilter/49
Dies ist eine Liste von im April 2013 verstorbenen bekannten Persönlichkeiten. Die Einträge erfolgen innerhalb der einzelnen Daten alphabetisch sortiert. Tiere sind im Nekrolog für Tiere zu finden.

## April
| Tag       | Name                              | Beruf, bekannt als                                                          | Alter | Beleg                                                                      |
| --------- | --------------------------------- | --------------------------------------------------------------------------- | ----- | -------------------------------------------------------------------------- |
| 1. April  | Asal Badii                        | iranische Schauspielerin                                                    | 36    |                                                                            |
| 1. April  | Badr ibn Abd al-Aziz              | saudi-arabischer Politiker                                                  | 81    |                                                                            |
| 1. April  | Johnnie Billington                | US-amerikanischer Blues-Musiker                                             | 77    |                                                                            |
| 1. April  | Moses Blah                        | liberianischer Politiker                                                    | 65    |                                                                            |
| 1. April  | Camille Bourniquel                | französischer Schriftsteller, Kunstkritiker und Musikologe                  | 95    |                                                                            |
| 1. April  | David Burge                       | US-amerikanischer Pianist                                                   | 83    |                                                                            |
| 1. April  | Fridolin Dreßler                  | deutscher Bibliothekar und Historiker                                       | 92    |                                                                            |
| 1. April  | Shain Gandee                      | US-amerikanischer Reality-TV-Darsteller                                     | 21    |                                                                            |
| 1. April  | Hermann Hallauer                  | deutscher Historiker                                                        | 86    |                                                                            |
| 1. April  | Harald Küthmann                   | deutscher Numismatiker                                                      | 91    |                                                                            |
| 1. April  | Elias Landolt                     | Schweizer Geobotaniker                                                      | 86    |                                                                            |
| 1. April  | Nicolae Martinescu                | rumänischer Ringer                                                          | 73    |                                                                            |
| 1. April  | Herbert Mayer                     | deutscher Verwaltungsjurist                                                 | 90    |                                                                            |
| 1. April  | Anthony Montague Browne           | britischer Privatsekretär                                                   | 89    |                                                                            |
| 1. April  | Karen Muir                        | südafrikanische Schwimmerin                                                 | 60    |                                                                            |
| 1. April  | Jack Pardee                       | US-amerikanischer American-Football-Spieler und -Trainer                    | 76    |                                                                            |
| 1. April  | Horst Pehnert                     | deutscher Journalist und Politiker                                          | 80    |                                                                            |
| 1. April  | Barbara Piasecka Johnson          | polnisch-US-amerikanische Kunstsammlerin und Philanthropin                  | 76    |                                                                            |
| 1. April  | Karl Schicker                     | deutscher Flötist, Dirigent und Komponist                                   | 82    |                                                                            |
| 1. April  | Alexej Stachowitsch               | österreichisch-russischer Pfadfinder und Wandervogel                        | 94    |                                                                            |
| 1. April  | Bohumil Švarc                     | tschechischer und tschechoslowakischer Schauspieler, Sprecher und Moderator | 87    |                                                                            |
| 1. April  | Greg Willard                      | US-amerikanischer Basketballschiedsrichter                                  | 54    |                                                                            |
| 2. April  | Fred Othon Aristidès              | französischer Comiczeichner                                                 | 82    |                                                                            |
| 2. April  | Rolf Ebert                        | deutscher Physiker                                                          | 86    |                                                                            |
| 2. April  | Chuck Fairbanks                   | US-amerikanischer American-Football-Trainer                                 | 79    |                                                                            |
| 2. April  | Remo Ferretti                     | italienischer Politiker                                                     | 76    | [ 1 ]                                                                      |
| 2. April  | Jess Franco                       | spanischer Filmregisseur                                                    | 82    |                                                                            |
| 2. April  | Jane Henson                       | US-amerikanische Puppenspielerin                                            | 78    |                                                                            |
| 2. April  | Milo O’Shea                       | irischer Schauspieler                                                       | 86    |                                                                            |
| 2. April  | Erich Christian Schröder          | deutscher Philosoph und Hochschullehrer                                     | 87    |                                                                            |
| 2. April  | Willem Stemmer                    | niederländischer Molekularbiologe und Unternehmer                           | 56    |                                                                            |
| 2. April  | Ugo Vetere                        | italienischer Politiker                                                     | 88    |                                                                            |
| 2. April  | Robard Ward                       | US-amerikanischer Komponist                                                 | 95    |                                                                            |
| 2. April  | Werner Wunderlich                 | deutscher Musikjournalist                                                   | 86    |                                                                            |
| 3. April  | Mariano Agate                     | spanische Schauspielerin                                                    | 73    |                                                                            |
| 3. April  | Mariví Bilbao                     | spanische Schauspielerin                                                    | 83    |                                                                            |
| 3. April  | Ralph Brown                       | britischer Bildhauer                                                        | 84    |                                                                            |
| 3. April  | Basil Copper                      | britischer Schriftsteller                                                   | 89    |                                                                            |
| 3. April  | Ed Fisher                         | US-amerikanischer Cartoonist                                                | 86    |                                                                            |
| 3. April  | Vicente Jayme                     | philippinischer Politiker                                                   | 84    |                                                                            |
| 3. April  | Ruth Prawer Jhabvala              | britische Schriftstellerin und Drehbuchautorin                              | 85    |                                                                            |
| 3. April  | Harry Johnson                     | jamaikanischer Musikproduzent                                               | 67    |                                                                            |
| 3. April  | Sven Lehmann                      | deutscher Schauspieler                                                      | 47    |                                                                            |
| 3. April  | Harry Leupold                     | deutscher Szenen- und Bühnenbildner                                         | 84    |                                                                            |
| 3. April  | Robert Linden                     | US-amerikanischer Blues-Musiker                                             | 57    |                                                                            |
| 3. April  | Rolf Michaelis                    | deutscher Journalist und Schriftsteller                                     | 79    |                                                                            |
| 3. April  | Herman van Raalte                 | niederländischer Fußballtorhüter                                            | 91    |                                                                            |
| 3. April  | Jean Sincere                      | US-amerikanische Schauspielerin                                             | 93    |                                                                            |
| 3. April  | Dorothy Taubman                   | US-amerikanische Musikpädagogin                                             | 95    |                                                                            |
| 3. April  | Ralph-Rainer Wuthenow             | deutscher Literaturwissenschaftler                                          | 85    |                                                                            |
| 3. April  | Rudolf Zipkes                     | Schweizer Jurist und Schriftsteller                                         | 101   |                                                                            |
| 4. April  | Bengt Blomgren                    | schwedischer Schauspieler, Drehbuchautor und Regisseur                      | 89    |                                                                            |
| 4. April  | Lothar Dupke                      | deutscher Fußballspieler                                                    | 62    |                                                                            |
| 4. April  | Roger Ebert                       | US-amerikanischer Filmkritiker                                              | 70    |                                                                            |
| 4. April  | Carmine Infantino                 | US-amerikanischer Comic-Zeichner                                            | 87    |                                                                            |
| 4. April  | Besedka Johnson                   | US-amerikanische Schauspielerin                                             | 87    |                                                                            |
| 4. April  | Betty Joseph                      | britische Psychoanalytikerin                                                | 96    |                                                                            |
| 4. April  | Henry A. Lea                      | deutsch-US-amerikanischer Literaturwissenschaftler                          | 92    |                                                                            |
| 4. April  | Anna Merz                         | britische Tierschützerin                                                    | 81    |                                                                            |
| 4. April  | Bratindra Nath Mukherjee          | indischer Historiker                                                        | 79    |                                                                            |
| 4. April  | Ole Ousen                         | dänischer Schauspieler, Musiker und Gitarrist                               | 70    |                                                                            |
| 4. April  | Beatrice Palner                   | dänische Film- und Theaterschauspielerin                                    | 75    |                                                                            |
| 4. April  | Joseph Pease                      | britischer Peer                                                             | 91    |                                                                            |
| 4. April  | Irmgard Sondergeld                | deutsche Kommunalpolitikerin                                                | 88    |                                                                            |
| 4. April  | Gusti Strobl                      | Schweizer Boxtrainer                                                        | 73    |                                                                            |
| 4. April  | Alec Trendall                     | britischer Geologe                                                          | 84    |                                                                            |
| 4. April  | Noboru Yamaguchi                  | japanischer Schriftsteller                                                  | 41    |                                                                            |
| 5. April  | Regina Bianchi                    | italienische Schauspielerin                                                 | 92    |                                                                            |
| 5. April  | Piero de Palma                    | italienischer Operntenor                                                    | 87    |                                                                            |
| 5. April  | Terry Devon                       | britische Sängerin                                                          | 90    |                                                                            |
| 5. April  | Stephanie Horn                    | deutsche Unternehmerin                                                      | 82    |                                                                            |
| 5. April  | Dave Hunt                         | US-amerikanischer Prediger                                                  | 86    |                                                                            |
| 5. April  | Gisela Ley                        | deutsche Politikerin                                                        | 72    |                                                                            |
| 5. April  | Marcelijus Martinaitis            | litauischer Dichter                                                         | 77    |                                                                            |
| 5. April  | Nikolaos Pappas                   | griechischer Admiral und Politiker                                          | 83    |                                                                            |
| 5. April  | Eckart Schlösser                  | deutscher Phytopathologe und Hochschullehrer                                | 80    |                                                                            |
| 5. April  | Clemens von Sonntag               | deutscher Chemiker                                                          | 76    | [ 2 ]                                                                      |
| 5. April  | Horst Tiwald                      | österreichischer Sportpsychologe und Hochschullehrer                        | 74    |                                                                            |
| 6. April  | Hilda Bynoe                       | Gouverneurin von Grenada                                                    | 91    |                                                                            |
| 6. April  | Emilio Castro                     | uruguayischer Theologe                                                      | 85    |                                                                            |
| 6. April  | Clayton Corzatte                  | US-amerikanischer Schauspieler                                              | 86    |                                                                            |
| 6. April  | Veljko Despotović                 | jugoslawischer Bühnenbildner                                                | 81    |                                                                            |
| 6. April  | Joachim Gabor                     | deutscher Unternehmer                                                       | 84    |                                                                            |
| 6. April  | Michel Hénon                      | französischer Mathematiker und Astronom                                     | 81    |                                                                            |
| 6. April  | Jens Christian Jensen             | deutscher Kunsthistoriker                                                   | 84    |                                                                            |
| 6. April  | Heinz Kubasch                     | deutscher Museologe und Autor                                               | 89    |                                                                            |
| 6. April  | Wera Küchenmeister                | deutsche Schriftstellerin                                                   | 83    |                                                                            |
| 6. April  | Sławomir Kusterka                 | polnischer Bassist                                                          | 27    |                                                                            |
| 6. April  | Bigas Luna                        | spanischer Filmregisseur                                                    | 67    |                                                                            |
| 6. April  | Helmut Mitschke                   | deutscher Lithograph                                                        | ~73   |                                                                            |
| 6. April  | Godela Orff-Büchtemann            | deutsche Bühnenschauspielerin                                               | 92    |                                                                            |
| 6. April  | Hans Palm                         | deutscher Fernschachmeister                                                 | 62    |                                                                            |
| 6. April  | Helmut Pichler                    | österreichischer Musiker                                                    | 65    |                                                                            |
| 6. April  | Miguel Poblet                     | spanischer Radrennfahrer                                                    | 85    |                                                                            |
| 6. April  | Marku Ribas                       | brasilianischer Musiker                                                     | 65    |                                                                            |
| 6. April  | Ottmar Schreiner                  | deutscher Politiker                                                         | 67    |                                                                            |
| 6. April  | Don Shirley                       | US-amerikanischer Pianist                                                   | 86    |                                                                            |
| 6. April  | Celso Yegros                      | paraguayischer Bischof                                                      | 77    |                                                                            |
| 7. April  | Erwin Aumeier                     | deutscher Fußballspieler                                                    | 84    |                                                                            |
| 7. April  | Les Blank                         | US-amerikanischer Dokumentarfilmer                                          | 77    |                                                                            |
| 7. April  | Gerhard Bloemecke                 | deutscher Politiker und Unternehmer                                         | 76    |                                                                            |
| 7. April  | Uwe Gatermann                     | deutscher Leichtathlet                                                      | 74    |                                                                            |
| 7. April  | Ewald Hasler                      | Liechtensteiner Radsportler                                                 | 80    |                                                                            |
| 7. April  | Johannes Jäcker                   | deutscher Fußballtorwart                                                    | 80    |                                                                            |
| 7. April  | Andy Johns                        | britischer Tontechniker und Musikproduzent                                  | 62    |                                                                            |
| 7. April  | Tamás Király                      | ungarischer Modedesigner                                                    | 60    |                                                                            |
| 7. April  | Wann Langston, Jr.                | US-amerikanischer Paläontologe                                              | 91    |                                                                            |
| 7. April  | Chelone Miller                    | US-amerikanischer Snowboarder                                               | 29    |                                                                            |
| 7. April  | Dwike Mitchell                    | US-amerikanischer Pianist                                                   | 83    |                                                                            |
| 7. April  | Ken Murray                        | britischer Biologe                                                          | 82    |                                                                            |
| 7. April  | Lilly Pulitzer                    | US-amerikanische Modeschöpferin und Designerin                              | 81    |                                                                            |
| 7. April  | Irma Ravinale                     | italienische Komponistin                                                    | 75    |                                                                            |
| 7. April  | Mickey Rose                       | US-amerikanischer Drehbuchautor                                             | 77    |                                                                            |
| 7. April  | Helga Rühle von Lilienstern       | deutsche Grafikerin und Historikerin                                        | 100   |                                                                            |
| 7. April  | Heinz Schön                       | deutscher Historiker                                                        | 86    |                                                                            |
| 7. April  | Neil Smith                        | australischer Rockmusiker                                                   | ~60   |                                                                            |
| 7. April  | John St. Aubyn                    | britischer Peer und Politiker                                               | 94    |                                                                            |
| 7. April  | Carl Williams                     | US-amerikanischer Boxer                                                     | 53    |                                                                            |
| 7. April  | Hiroshi Yoshizawa                 | japanischer Skisportler                                                     | 81    |                                                                            |
| 8. April  | Michail Beketow                   | russischer Journalist                                                       | 55    |                                                                            |
| 8. April  | Richard Brooker                   | britischer Schauspieler                                                     | 58    |                                                                            |
| 8. April  | Eugene Campbell                   | US-amerikanischer Eishockeyspieler                                          | 80    |                                                                            |
| 8. April  | Annette Funicello                 | US-amerikanische Sängerin und Schauspielerin                                | 70    |                                                                            |
| 8. April  | Wolfgang Helbich                  | deutscher Kirchenmusiker                                                    | 70    |                                                                            |
| 8. April  | Greg Kramer                       | kanadischer Schauspieler                                                    | 51    |                                                                            |
| 8. April  | François-Wolff Ligondé            | haitianischer Erzbischof                                                    | 85    |                                                                            |
| 8. April  | Sara Montiel                      | spanische Schauspielerin                                                    | 85    |                                                                            |
| 8. April  | Peter Moraw                       | deutscher Historiker                                                        | 77    |                                                                            |
| 8. April  | William Royer                     | US-amerikanischer Politiker                                                 | 92    |                                                                            |
| 8. April  | José Luis Sampedro                | spanischer Schriftsteller und Humanist                                      | 96    | [ 3 ]                                                                      |
| 8. April  | Jiří Švejcar                      | deutsch-slowakischer Humangenetiker                                         | 87    | [ 4 ]                                                                      |
| 8. April  | Margaret Thatcher                 | britische Politikerin                                                       | 87    |                                                                            |
| 8. April  | Alain L. de Weck                  | Schweizer Immunologe                                                        | 84    | (PDF; 75 kB)                                                               |
| 9. April  | Wim Breukink                      | niederländischer Unternehmer und Sportfunktionär                            | 89    |                                                                            |
| 9. April  | Hannelore Erhart                  | deutsche Theologin                                                          | 85    | [ 5 ]                                                                      |
| 9. April  | Albin Hahn                        | deutscher Seelsorger und Missionar                                          | 82    |                                                                            |
| 9. April  | Luis Antonio Nova Rocha           | kolumbianischer Bischof                                                     | 69    |                                                                            |
| 9. April  | Günter Oehlert                    | deutscher Gynäkologe                                                        | 90    |                                                                            |
| 9. April  | Remigijus Ozolinčius              | litauischer Forstwissenschaftler                                            | 56    |                                                                            |
| 9. April  | Wolf-Dieter Panse                 | deutscher Schauspieler und Regisseur                                        | 82    | [ 6 ]                                                                      |
| 9. April  | Emilio Pericoli                   | italienischer Sänger                                                        | 85    |                                                                            |
| 9. April  | McCandlish Phillips               | US-amerikanischer Journalist                                                | 85    |                                                                            |
| 9. April  | Olivier de Sarnez                 | französischer Widerstandskämpfer                                            | 86    |                                                                            |
| 9. April  | Reinhold Schultert                | deutscher Politiker                                                         | 93    |                                                                            |
| 9. April  | Paolo Soleri                      | italienischer Architekt                                                     | 93    |                                                                            |
| 9. April  | Michael Stöcker                   | deutscher Politiker                                                         | 75    |                                                                            |
| 9. April  | Zao Wou-Ki                        | französisch-chinesischer Maler                                              | 93    | Meldung kleine Zeitung (Memento vom 11. November 2013 im Internet Archive) |
| 9. April  | Romuald Żyliński                  | polnischer Komponist                                                        | 89    |                                                                            |
| 10. April | Lorenzo Antonetti                 | italienischer Kurienkardinal                                                | 90    |                                                                            |
| 10. April | Ewald Aul                         | deutscher KZ-Überlebender und Gemeindevorsteher                             | 87    |                                                                            |
| 10. April | Arngolt Bekker                    | russisch-deutscher Ingenieur und Unternehmer                                | 77    |                                                                            |
| 10. April | Alison Bigrigg                    | britische Gynäkologin und Reproduktionsmedizinerin                          | 54    |                                                                            |
| 10. April | Raymond Boudon                    | französischer Soziologe und Philosoph                                       | 79    |                                                                            |
| 10. April | Karol Castillo                    | peruanische Schönheitskönigin und Model                                     | 23    |                                                                            |
| 10. April | Jimmy Dawkins                     | US-amerikanischer Musiker                                                   | 76    |                                                                            |
| 10. April | Robert Edwards                    | britischer Physiologe und Nobelpreisträger                                  | 87    |                                                                            |
| 10. April | Alexandru Fronea                  | rumänischer Fußballspieler                                                  | 79    |                                                                            |
| 10. April | Luis Laforga                      | spanischer Fotograf und Journalist                                          | 61    |                                                                            |
| 10. April | Bernhard Rieger                   | deutscher Weihbischof                                                       | 90    |                                                                            |
| 10. April | Dieter Schlegel                   | deutscher Zahnmediziner                                                     | 88    |                                                                            |
| 10. April | Hans-Gert von Sluyterman-Böninger | deutscher Unternehmer                                                       | 85    |                                                                            |
| 10. April | Rudolf Voigt                      | deutscher Radrennfahrer                                                     | 91    |                                                                            |
| 10. April | Andrei Zelevinsky                 | russisch-US-amerikanischer Mathematiker                                     | 60    |                                                                            |
| 11. April | Don Blackman                      | US-amerikanischer Musiker                                                   | 59    |                                                                            |
| 11. April | Edward Frieman                    | US-amerikanischer Physiker                                                  | 87    |                                                                            |
| 11. April | Adam Galos                        | polnischer Historiker                                                       | 88    |                                                                            |
| 11. April | Thomas Hemsley                    | britischer Opernsänger                                                      | 85    |                                                                            |
| 11. April | Erwin Hymer                       | deutscher Unternehmer                                                       | 82    |                                                                            |
| 11. April | Ram Karmi                         | israelischer Architekt                                                      | 82    |                                                                            |
| 11. April | Hilary Koprowski                  | polnisch-US-amerikanischer Virologe                                         | 96    |                                                                            |
| 11. April | Oleg Ljadov                       | estnischerRadrennfahrer                                                     | 58    |                                                                            |
| 11. April | Gilles Marchal                    | französischer Sänger und Komponist                                          | 68    |                                                                            |
| 11. April | Maria Tallchief                   | US-amerikanische Balletttänzerin                                            | 88    |                                                                            |
| 11. April | Eralp Uzun                        | deutscher Schauspieler                                                      | 31    |                                                                            |
| 11. April | Antoine Veil                      | französischer Manager, hoher Staatsbeamter und Autor                        | 86    |                                                                            |
| 11. April | Angela Voigt                      | deutsche Leichtathletin                                                     | 61    |                                                                            |
| 11. April | Jonathan Winters                  | US-amerikanischer Komödiant                                                 | 87    |                                                                            |
| 12. April | Torben Bille                      | dänischer Redakteur, Musikkritiker und Schriftsteller                       | 63    |                                                                            |
| 12. April | Robert Byrne                      | US-amerikanischer Schachgroßmeister                                         | 84    |                                                                            |
| 12. April | Michael France                    | US-amerikanischer Drehbuchautor                                             | 51    |                                                                            |
| 12. April | Brennan Manning                   | US-amerikanischer Schriftsteller und Geistlicher                            | 78    |                                                                            |
| 12. April | Geevarghese Mar Ivanios           | indischer Bischof                                                           | 72    |                                                                            |
| 12. April | Johnny du Plooy                   | südafrikanischer Boxer                                                      | 48    |                                                                            |
| 12. April | Joyce Robertson                   | britische Verhaltensforscherin                                              | 94    |                                                                            |
| 12. April | Lutz von Rosenstiel               | deutscher Wirtschaftspsychologe                                             | 74    |                                                                            |
| 12. April | Annamária Szalai                  | ungarische Politikerin und Journalistin                                     | 51    |                                                                            |
| 12. April | Klaus Werner                      | deutscher Botaniker                                                         | 84    |                                                                            |
| 13. April | Christian von Ascheberg           | deutscher Rekordliegeradfahrer                                              | 55    |                                                                            |
| 13. April | Frank Bank                        | US-amerikanischer Schauspieler                                              | 71    |                                                                            |
| 13. April | Bruce Baron                       | US-amerikanischer Schauspieler                                              | 63    |                                                                            |
| 13. April | Helmut Michael Berger             | österreichischer Maler, Grafiker und Restaurator                            | 87    |                                                                            |
| 13. April | Heymo Böhler                      | deutscher Wirtschaftswissenschaftler                                        | 68    |                                                                            |
| 13. April | Chi Cheng                         | US-amerikanischer Musiker                                                   | 42    |                                                                            |
| 13. April | Stephen Dodgson                   | britischer Komponist                                                        | 89    |                                                                            |
| 13. April | Dean Drummond                     | US-amerikanischer Komponist                                                 | 64    |                                                                            |
| 13. April | Carsten Thomas Ebenroth           | deutscher Rechtswissenschaftler                                             | 69    | [ 7 ]                                                                      |
| 13. April | Siegfried Fleissner               | deutscher Kommunalpolitiker                                                 | 69    |                                                                            |
| 13. April | József Gémes                      | ungarischer Animator, Filmregisseur und Drehbuchautor                       | 73    |                                                                            |
| 13. April | Adolph Herseth                    | US-amerikanischer Trompeter                                                 | 91    |                                                                            |
| 13. April | Anatol Johansen                   | deutscher Journalist                                                        | 77    |                                                                            |
| 13. April | Abdelhamid Kermali                | algerisch-französischer Fußballspieler und -trainer                         | 81    | [ 8 ]                                                                      |
| 13. April | Lin Yang-kang                     | taiwanischer Politiker                                                      | 85    |                                                                            |
| 13. April | Dominikus Madlener                | deutscher Abt                                                               | 89    |                                                                            |
| 13. April | Vincent Montana Jr.               | US-amerikanischer Musiker und Komponist                                     | 85    |                                                                            |
| 13. April | Hilmar Myhra                      | norwegischer Skispringer                                                    | 97    |                                                                            |
| 13. April | Henk Peeters                      | niederländischer Künstler                                                   | 87    |                                                                            |
| 13. April | Bob Jack Perry                    | US-amerikanischer Bauunternehmer und Philanthrop                            | 80    |                                                                            |
| 13. April | Nick Pollotta                     | US-amerikanischer Autor                                                     | 58    |                                                                            |
| 13. April | Edwin G. Pulleyblank              | kanadischer Sinologe                                                        | 90    |                                                                            |
| 13. April | Gerhard Standke                   | deutscher Hochschullehrer                                                   | 64    |                                                                            |
| 13. April | Rapa Šuklje                       | jugoslawische bzw. slowenische Autorin und Übersetzerin                     | 89    |                                                                            |
| 13. April | Marcel Vercoutere                 | US-amerikanischer Special Effects-Fachmann                                  | 87    |                                                                            |
| 13. April | Georg Wittwer                     | deutscher Politiker                                                         | 81    |                                                                            |
| 14. April | Franco Balan                      | italienischer Designer                                                      | 78    |                                                                            |
| 14. April | Ian Balfour                       | britischer Peer, Politiker und Komponist                                    | 88    |                                                                            |
| 14. April | Donald Burkholder                 | US-amerikanischer Mathematiker                                              | 86    |                                                                            |
| 14. April | Colin Davis                       | britischer Dirigent                                                         | 85    | [ 9 ]                                                                      |
| 14. April | Jaime Enrique Duque Correa        | kolumbianischer Bischof                                                     | 70    |                                                                            |
| 14. April | Stanislaw Gurenko                 | sowjetischer und ukrainischer Politiker                                     | 76    |                                                                            |
| 14. April | Georg Hüssler                     | deutscher Priester und Verbandsfunktionär                                   | 91    |                                                                            |
| 14. April | George Jackson                    | US-amerikanischer Komponist und Sänger                                      | 68    | [ 10 ]                                                                     |
| 14. April | Rentarō Mikuni                    | japanischer Schauspieler und Regisseur                                      | 90    |                                                                            |
| 14. April | Marcella Pattyn                   | belgische Begine                                                            | 92    |                                                                            |
| 14. April | Alois Pöschl                      | deutscher Unternehmer                                                       | 96    |                                                                            |
| 14. April | Agnes Prandler                    | österreichische Politikerin                                                 | 86    | (PDF; 704 kB)                                                              |
| 14. April | John S. Ragin                     | US-amerikanischer Schauspieler                                              | 83    |                                                                            |
| 14. April | Armando Villanueva                | peruanischer Politiker                                                      | 97    |                                                                            |
| 14. April | Christine White                   | US-amerikanische Schauspielerin                                             | 86    |                                                                            |
| 14. April | Charlie Wilson                    | US-amerikanischer Politiker                                                 | 70    |                                                                            |
| 15. April | Ian Constantinides                | britischer Konservator                                                      | 57    |                                                                            |
| 15. April | Eddi Edler                        | deutscher Autor und Liedermacher                                            | 54    |                                                                            |
| 15. April | Benjamin Fain                     | sowjetisch-israelischer Physiker                                            | 83    |                                                                            |
| 15. April | Rolf Fischer                      | deutscher Generalmajor                                                      | 82    | [ 11 ]                                                                     |
| 15. April | Richard LeParmentier              | US-amerikanischer Schauspieler                                              | 66    |                                                                            |
| 15. April | Jean-François Paillard            | französischer Dirigent                                                      | 85    |                                                                            |
| 15. April | Robert Perloff                    | US-amerikanischer Wirtschaftswissenschaftler und Psychologe                 | 92    |                                                                            |
| 15. April | Arthur Whiteley                   | US-amerikanischer Entwicklungsbiologe und Embryologe                        | 96    |                                                                            |
| 15. April | Cleyde Yáconis                    | brasilianische Schauspielerin                                               | 89    |                                                                            |
| 16. April | Hermann Baier                     | rumänischer Schulrektor                                                     | 82    |                                                                            |
| 16. April | Pier Béland                       | kanadische Sängerin                                                         | 65    |                                                                            |
| 16. April | Horst Bittner                     | deutscher Politiker und Diplomat                                            | 85    |                                                                            |
| 16. April | Ali Kafi                          | algerischer Politiker                                                       | 84    |                                                                            |
| 16. April | Helmut Kasimier                   | deutscher Politiker                                                         | 86    |                                                                            |
| 16. April | Maria Lai                         | italienische Künstlerin                                                     | 93    |                                                                            |
| 16. April | Reinhard Lettmann                 | deutscher Bischof                                                           | 80    |                                                                            |
| 16. April | Siegfried Ludwig                  | österreichischer Politiker                                                  | 87    |                                                                            |
| 16. April | Pentti Lund                       | finnischer Eishockeyspieler                                                 | 87    |                                                                            |
| 16. April | Rita MacNeil                      | kanadische Sängerin                                                         | 68    |                                                                            |
| 16. April | Jim McCandless                    | US-amerikanischer Sänger und Songwriter                                     | 68    |                                                                            |
| 16. April | Pedro Ramírez Vázquez             | mexikanischer Architekt                                                     | 94    |                                                                            |
| 16. April | Käte Reiter                       | deutsche Schriftstellerin                                                   | 85    | [ 12 ]                                                                     |
| 16. April | Gerhard Sandner                   | deutscher Geograph                                                          | 84    | [ 13 ]                                                                     |
| 16. April | Klaus Schulze                     | deutscher Ruderer                                                           | 85    |                                                                            |
| 16. April | George Beverly Shea               | kanadischer Gospel-Sänger                                                   | 104   |                                                                            |
| 16. April | Pat Summerall                     | US-amerikanischer American-Football-Spieler und Sportkommentator            | 82    |                                                                            |
| 16. April | Lothar Ullrich                    | römisch-katholischer Geistlicher, Dogmatiker und Fundamentaltheologe        | 81    |                                                                            |
| 17. April | Ángel Alcázar                     | spanischer Schauspieler                                                     | 57    |                                                                            |
| 17. April | Jean-Pierre Blancpain             | Schweizer Journalist und Unternehmer                                        | 77    |                                                                            |
| 17. April | Deanna Durbin                     | US-amerikanische Schauspielerin und Sängerin                                | 91    |                                                                            |
| 17. April | Carlos da Graça                   | são-toméischer Politiker                                                    | 81    |                                                                            |
| 17. April | Volker Jürgens                    | deutscher Theologe und Kirchenvertreter                                     | 77    |                                                                            |
| 17. April | Robert Kerrich                    | kanadischer Geologe                                                         | 64    |                                                                            |
| 17. April | Bi Kidude                         | sansibarische Sängerin                                                      | 102   |                                                                            |
| 17. April | Joachim Kopper                    | deutscher Philosoph und Hochschullehrer                                     | 87    |                                                                            |
| 17. April | Bernhard Krol                     | deutscher Hornist und Komponist                                             | 92    |                                                                            |
| 17. April | Albert Messiah                    | französischer Physiker                                                      | 91    |                                                                            |
| 17. April | Yngve Moe                         | norwegischer Musiker                                                        | 55    |                                                                            |
| 17. April | Tiny Muskens                      | niederländischer Bischof                                                    | 77    |                                                                            |
| 17. April | V. S. Ramadevi                    | indische Politikerin                                                        | 79    |                                                                            |
| 17. April | T. K. Ramamoorthy                 | indischer Komponist                                                         | 91    |                                                                            |
| 17. April | Fritz Schwind                     | österreichischer Rechtswissenschaftler                                      | 99    |                                                                            |
| 17. April | Cecilia Smiga                     | britische Opernsängerin                                                     | 38    |                                                                            |
| 17. April | Stan Vickers                      | britischer Leichtathlet                                                     | 80    |                                                                            |
| 17. April | Gerino Gerini                     | italienischer Formel-1-Rennfahrer                                           | 84    |                                                                            |
| 18. April | Radu Bărbulescu                   | rumänischer Verleger, Schriftsteller und Journalist                         | 61    |                                                                            |
| 18. April | Peter Michael Chenaparampil       | indischer Bischof                                                           | 83    |                                                                            |
| 18. April | Pierre Drai                       | französischer Magistrat                                                     | 86    |                                                                            |
| 18. April | Hans Ecker                        | österreichischer Pädagoge und Hochschullehrer                               | 84    |                                                                            |
| 18. April | Leopold Gernhardt                 | österreichischer Fußballspieler und -trainer                                | 93    |                                                                            |
| 18. April | Herbert Heidtmann                 | deutscher Politiker                                                         | 85    |                                                                            |
| 18. April | Cordell Mosson                    | US-amerikanischer Bassist                                                   | 60    |                                                                            |
| 18. April | Helmut Pöstges                    | deutscher Fußballfunktionär                                                 | 67    |                                                                            |
| 18. April | Günter Schaub                     | deutscher Jurist                                                            | 80    |                                                                            |
| 18. April | Elisabeth Scherer                 | deutsche Schauspielerin und Hörspielsprecherin                              | 98    |                                                                            |
| 18. April | Storm Thorgerson                  | britischer Grafiker                                                         | 69    |                                                                            |
| 18. April | Jacqueline Veuve                  | Schweizer Dokumentarfilmerin                                                | 83    |                                                                            |
| 18. April | Hans-Joachim Walde                | deutscher Leichtathlet                                                      | 70    |                                                                            |
| 19. April | Sivanthi Adithan                  | indischer Medienunternehmer                                                 | 76    |                                                                            |
| 19. April | Kenneth Appel                     | US-amerikanischer Mathematiker                                              | 80    |                                                                            |
| 19. April | Allan Arbus                       | US-amerikanischer Schauspieler                                              | 95    | [ 14 ]                                                                     |
| 19. April | Leo Branton Jr.                   | US-amerikanischer Bürgerrechtsanwalt                                        | 91    |                                                                            |
| 19. April | Mike Denness                      | schottisch-englischer Cricketspieler                                        | 72    |                                                                            |
| 19. April | Hilde Doleschell                  | tschechoslowakische-deutsch-kanadische Skirennläuferin und Tennisspielerin  | 98    |                                                                            |
| 19. April | Lynne Duke                        | US-amerikanische Journalistin                                               | 56    |                                                                            |
| 19. April | Olavi Granö                       | finnischer Geograph und Hochschulkanzler                                    | 88    |                                                                            |
| 19. April | Alfredo Guevara                   | kubanischer Filmproduzent                                                   | 87    |                                                                            |
| 19. April | François Jacob                    | französischer Mediziner und Nobelpreisträger                                | 92    |                                                                            |
| 19. April | Luise Kimme                       | deutsche Bildhauerin                                                        | 74    |                                                                            |
| 19. April | E. L. Konigsburg                  | US-amerikanische Romanautorin und Illustratorin                             | 83    |                                                                            |
| 19. April | Dietrich Lortz                    | deutscher Physiker                                                          | 77    |                                                                            |
| 19. April | Palle Lykke                       | dänischer Bahnradsportler                                                   | 76    |                                                                            |
| 19. April | Raffaele Maiello                  | italienischer Fernsehregisseur                                              | 79    |                                                                            |
| 19. April | Al Neuharth                       | US-amerikanischer Geschäftsmann                                             | 89    |                                                                            |
| 19. April | Horst Rippert                     | deutscher Jagdflieger, Journalist und Sportreporter                         | 90    |                                                                            |
| 19. April | Tamerlan Tsarnaev                 | russischer Boxer und mutmaßlicher Attentäter                                | 26    |                                                                            |
| 20. April | Hassan Alavikia                   | iranischer General und Geheimdienstler                                      | 100   |                                                                            |
| 20. April | Struther Arnott                   | britischer Biologe und Chemiker                                             | 78    |                                                                            |
| 20. April | Dirce Camargo                     | brasilianische Unternehmerin                                                | 100   |                                                                            |
| 20. April | Glenn Cannon                      | US-amerikanischer Schauspieler                                              | 80    |                                                                            |
| 20. April | Patrick Garland                   | britischer Theaterregisseur                                                 | 78    |                                                                            |
| 20. April | Jocasta Innes                     | britische Schriftstellerin                                                  | 78    |                                                                            |
| 20. April | Franz Kröpfl                      | österreichischer Unternehmer und Lobbyist                                   | 63    |                                                                            |
| 20. April | Rick Mather                       | US-amerikanischer Architekt                                                 | 75    |                                                                            |
| 20. April | Friedrich Nürnberger              | deutscher Dermatologe                                                       | 83    |                                                                            |
| 20. April | Magnus Olsson                     | schwedischer Segler                                                         | 64    |                                                                            |
| 20. April | Ulfo Peters                       | deutscher Boxer                                                             | 79    |                                                                            |
| 20. April | Nosher Powell                     | britischer Boxer und Schauspieler                                           | 84    |                                                                            |
| 20. April | Toby E. Rodes                     | deutscher Kommunikationsexperte                                             | 93    |                                                                            |
| 20. April | Carmen Vallejo                    | argentinische Schauspielerin                                                | 90    |                                                                            |
| 20. April | Ulrich Weisser                    | deutscher Marineoffizier                                                    | 74    |                                                                            |
| 20. April | Huang Wenyong                     | singapurischer Schauspieler                                                 | 60    |                                                                            |
| 20. April | Artie „Blues Boy“ White           | US-amerikanischer Soul- und Blues-Sänger                                    | 76    |                                                                            |
| 20. April | Syed Zahiruddin                   | malaysischer Diplomat und Yang di-Pertua Negeri                             | 95    |                                                                            |
| 21. April | Chrissy Amphlett                  | australische Sängerin                                                       | 53    |                                                                            |
| 21. April | Jean-Michel Damase                | französischer Komponist                                                     | 85    |                                                                            |
| 21. April | Shakuntala Devi                   | indische Rechenkünstlerin                                                   | 83    |                                                                            |
| 21. April | Leopold Engleitner                | österreichischer NS-Verfolgter                                              | 107   |                                                                            |
| 21. April | Noel Greenwood                    | US-amerikanischer Journalist                                                | 75    |                                                                            |
| 21. April | Horst Holsten                     | deutscher Raumfahrtingenieur                                                | 73    |                                                                            |
| 21. April | Carmel Kaine                      | australische Violinistin                                                    | 76    |                                                                            |
| 21. April | Boureima Kimba                    | nigrischer Sprinter                                                         | ≈45   |                                                                            |
| 21. April | Layton Kor                        | US-amerikanischer Bergsteiger                                               | 74    |                                                                            |
| 21. April | Kriyananda                        | US-amerikanischer Yoga-Meister                                              | 86    |                                                                            |
| 21. April | William Edward Murray             | australischer Bischof                                                       | 93    |                                                                            |
| 21. April | Barbara Reimann                   | deutsche Antifaschistin                                                     | 93    |                                                                            |
| 21. April | Bjarne Sandemose                  | norwegischer Filmschaffender                                                | 89    |                                                                            |
| 21. April | Osman El-Sayed                    | ägyptischer Ringer                                                          | 83    |                                                                            |
| 22. April | Vivi Bach                         | dänische Entertainerin                                                      | 73    |                                                                            |
| 22. April | Richie Havens                     | US-amerikanischer Sänger                                                    | 72    |                                                                            |
| 22. April | Margarete Harms                   | deutsche Politikerin und Aktivistin                                         | 104   |                                                                            |
| 22. April | Flora Jacobs                      | niederländische jüdische Musikerin und Holocaustüberlebende                 | 89    |                                                                            |
| 22. April | Lalgudi Jayaraman                 | indischer Violinist                                                         | 82    |                                                                            |
| 22. April | Leo Knüsel                        | deutscher Statistiker                                                       | 73    |                                                                            |
| 22. April | Herold Kraus                      | deutscher Opernsänger (Tenor)                                               | 93    |                                                                            |
| 22. April | Bob Leakey                        | britischer Höhlenforscher                                                   | 98    |                                                                            |
| 22. April | Clément Marchand                  | kanadischer Dichter und Journalist                                          | 100   |                                                                            |
| 22. April | Ben Milstein                      | britischer Herzchirurg                                                      | 94    |                                                                            |
| 22. April | Luis Molina                       | US-amerikanischer Boxer                                                     | 74    |                                                                            |
| 22. April | Klaus Otto Skibowski              | deutscher Journalist                                                        | 88    |                                                                            |
| 22. April | Wiktor Smirnow-Golowanow          | sowjetischer Balletttänzer und Choreograph                                  | 78    |                                                                            |
| 22. April | James L. Tolbert                  | US-amerikanischer Rechtsanwalt und Bürgerrechtler                           | 86    |                                                                            |
| 22. April | Jagdish Sharan Verma              | indischer Jurist                                                            | 80    |                                                                            |
| 22. April | Ica Vilander                      | deutsche Fotografin                                                         | 91    |                                                                            |
| 22. April | Pajarito Zaguri                   | argentinischer Musiker                                                      | 71    |                                                                            |
| 23. April | Shamshad Begum                    | indische Sängerin                                                           | 94    |                                                                            |
| 23. April | Ruth Berman Harris                | US-amerikanische Harfenistin                                                | 96    |                                                                            |
| 23. April | Norbert Blei                      | US-amerikanischer Schriftsteller                                            | 77    |                                                                            |
| 23. April | Walter Boeykens                   | belgischer Klarinettist                                                     | 75    |                                                                            |
| 23. April | Albert Bouley                     | deutscher Koch                                                              | 63    |                                                                            |
| 23. April | Bob Brozman                       | US-amerikanischer Gitarrist und Musikethnologe                              | 59    |                                                                            |
| 23. April | José de Jesús Castillo Rentería   | mexikanischer Bischof                                                       | 85    |                                                                            |
| 23. April | Gerd Deumlich                     | deutscher Journalist                                                        | 83    |                                                                            |
| 23. April | Robert W. Edgar                   | US-amerikanischer Politiker                                                 | 69    |                                                                            |
| 23. April | Klaus Katz                        | deutscher Soziologe, Medienwissenschaftler und Hochschulrektor              | 83    | [ 15 ]                                                                     |
| 23. April | Franz Konz                        | deutscher Autor                                                             | 86    |                                                                            |
| 23. April | Antonio Maccanico                 | italienischer Politiker                                                     | 88    |                                                                            |
| 23. April | Jim Mortimer                      | britischer Gewerkschafter und Politiker                                     | 92    |                                                                            |
| 23. April | Gisela Rack                       | deutsche Acarologin und Parasitologin                                       | 86    |                                                                            |
| 23. April | Renate Vincken                    | niederländische Bildhauerin                                                 | 69    |                                                                            |
| 23. April | Heinz Peter Volkert               | deutscher Politiker                                                         | 79    |                                                                            |
| 23. April | Kathryn Wasserman Davis           | US-amerikanische Philanthropin                                              | 106   |                                                                            |
| 23. April | Johanna Wolff von Schutter        | deutsche Schauspielerin, Sängerin und Kabarettistin                         | 62    |                                                                            |
| 24. April | Clarita Berenbau                  | uruguayische Journalistin, Radiomoderatorin und Schauspielerin              | 32    |                                                                            |
| 24. April | Elvis Bešlagič                    | slowenischer Eishockeyspieler                                               | 39    |                                                                            |
| 24. April | Fredy Bieler                      | Schweizer Eishockeyspieler                                                  | 90    |                                                                            |
| 24. April | Philippe Chaffanjon               | französischer Journalist                                                    | 55    |                                                                            |
| 24. April | Rudolf Deinert                    | deutscher Fußballspieler                                                    | 84    |                                                                            |
| 24. April | Karl-Friedrich Gerster            | deutscher Schauspieler und Hörspielsprecher                                 | 80    |                                                                            |
| 24. April | Gabriel Mata                      | mexikanischer Fußballspieler                                                | ≈64   |                                                                            |
| 24. April | Lech Paszkowski                   | polnischer Journalist                                                       | 94    |                                                                            |
| 24. April | Norbert Stoffels                  | deutscher Abt                                                               | 77    |                                                                            |
| 25. April | Brian Adam                        | schottischer Politiker                                                      | 64    |                                                                            |
| 25. April | Jacob Avshalomov                  | US-amerikanischer Komponist und Dirigent                                    | 94    |                                                                            |
| 25. April | Frank Biehl                       | deutscher Hörfunkjournalist                                                 | 51    |                                                                            |
| 25. April | Sean Caffrey                      | britischer Schauspieler                                                     | 73    |                                                                            |
| 25. April | Attila Garay                      | ungarischer Jazzpianist                                                     | 81    |                                                                            |
| 25. April | Anatole Gerasimov                 | russischer Jazzmusiker und Komponist                                        | 68    |                                                                            |
| 25. April | Virginia Gibson                   | US-amerikanische Tänzerin und Schauspielerin                                | 88    |                                                                            |
| 25. April | Erik Holst                        | dänischer Politiker                                                         | 90    |                                                                            |
| 25. April | Johnny Lockwood                   | australischer Schauspieler                                                  | 92    |                                                                            |
| 25. April | Herminia Martínez                 | venezolanische Schauspielerin                                               | 63    |                                                                            |
| 25. April | Gheorghe Nicolaescu               | rumänischer Journalist und Schriftsteller                                   | 84    |                                                                            |
| 25. April | Anna Proclemer                    | italienische Schauspielerin                                                 | 89    |                                                                            |
| 25. April | Carmen Waugh                      | chilenische Galeristin                                                      | 80    |                                                                            |
| 25. April | Dieuwke Winsemius                 | niederländische Schriftstellerin                                            | 96    |                                                                            |
| 26. April | Romualdas Ignas Bloškys           | litauischer Politiker                                                       | 77    |                                                                            |
| 26. April | Jacqueline Brookes                | US-amerikanische Schauspielerin                                             | 82    |                                                                            |
| 26. April | Rüdiger Butte                     | deutscher Politiker                                                         | 63    |                                                                            |
| 26. April | Donald Chapman                    | britischer Politiker, Peer und Ökonom                                       | 89    |                                                                            |
| 26. April | Mireya Cueto                      | mexikanische Puppenspielerin                                                | 91    |                                                                            |
| 26. April | William L. Guy                    | US-amerikanischer Politiker                                                 | 93    |                                                                            |
| 26. April | Helen Jacquet-Gordon              | amerikanische Ägyptologin                                                   | 95    |                                                                            |
| 26. April | George Jones                      | US-amerikanischer Country-Sänger                                            | 81    |                                                                            |
| 26. April | Alexander Liwschiz                | russischer Politiker                                                        | 66    |                                                                            |
| 26. April | Guy Millard                       | britischer Diplomat                                                         | 96    |                                                                            |
| 26. April | Marion Rushing                    | US-amerikanischer American-Football-Spieler                                 | 76    |                                                                            |
| 26. April | Patrick Sandars                   | britischer Physiker                                                         | 78    |                                                                            |
| 26. April | Edward Szklarczyk                 | polnischer Sportler                                                         | 71    |                                                                            |
| 26. April | Mary Thom                         | US-amerikanische Journalistin und Publizistin                               | 68    |                                                                            |
| 26. April | Carol Beach York                  | US-amerikanische Autorin                                                    | 85    |                                                                            |
| 26. April | Cornelius Robinson                | Lucianischer Bischof                                                        | 96    |                                                                            |
| 27. April | Aída Bortnik                      | argentinische Drehbuchautorin                                               | 75    |                                                                            |
| 27. April | Anthony Byrne                     | irischer Boxer                                                              | 82    |                                                                            |
| 27. April | Lorraine Copeland                 | britische Archäologin                                                       | 92    |                                                                            |
| 27. April | Maurice Gransart                  | französischer Fußballspieler                                                | 82    |                                                                            |
| 27. April | Trudi Gerster                     | Schweizer Schauspielerin, Märchenerzählerin und Politikerin                 | 93    |                                                                            |
| 27. April | Jérôme Heldring                   | niederländischer Journalist                                                 | 95    |                                                                            |
| 27. April | Brad Lesley                       | US-amerikanischer Baseballspieler                                           | 54    |                                                                            |
| 27. April | Aloysius Jin Luxian               | chinesischer Bischof                                                        | 96    |                                                                            |
| 27. April | Joseph Peter O’Connell            | australischer Bischof                                                       | 81    |                                                                            |
| 27. April | Arthur Joseph O’Neill             | US-amerikanischer Bischof                                                   | 95    |                                                                            |
| 27. April | Arthur „Doc“ Rando                | US-amerikanischer Jazzmusiker und Arzt                                      | 103   |                                                                            |
| 27. April | Tim Taylor                        | US-amerikanischer Eishockeyspieler und -trainer                             | 71    |                                                                            |
| 27. April | Jürgen Warnke                     | deutscher Politiker                                                         | 81    |                                                                            |
| 27. April | Ingold Wildenauer                 | deutscher Schauspieler und Regisseur                                        | 75    |                                                                            |
| 28. April | Peter Haber                       | Schweizer Historiker                                                        | 49    |                                                                            |
| 28. April | Bert Houtheusen                   | britischer Jazzmusiker                                                      | 97    |                                                                            |
| 28. April | Karol Jakubowicz                  | polnischer Journalist                                                       | ~61   |                                                                            |
| 28. April | Michael John                      | indischer Bischof                                                           | 88    |                                                                            |
| 28. April | Fredrick L. McKissack             | US-amerikanischer Autor                                                     | 73    |                                                                            |
| 28. April | Kim Merker                        | US-amerikanischer Buchdrucker                                               | 81    |                                                                            |
| 28. April | Julio Ojeda Pascual               | peruanischer Bischof                                                        | 81    |                                                                            |
| 28. April | Saulo Ramos                       | brasilianischer Politiker                                                   | 83    |                                                                            |
| 28. April | Viktor Schlumpf                   | Schweizer Journalist                                                        | 73    |                                                                            |
| 28. April | Jack Shea                         | US-amerikanischer Regisseur                                                 | 84    |                                                                            |
| 28. April | János Starker                     | US-amerikanischer Cellist                                                   | 88    |                                                                            |
| 28. April | Paulo Vanzolini                   | brasilianischer Komponist und Zoologe                                       | 89    |                                                                            |
| 28. April | Chris Watson                      | australischer Herausgeber und Journalist                                    | 63    |                                                                            |
| 29. April | Harry Blaney                      | irischer Politiker                                                          | 85    |                                                                            |
| 29. April | Jerónimo Carrera                  | venezolanischer Politiker                                                   | 89    |                                                                            |
| 29. April | Pietro Garlato                    | italienischer Bischof                                                       | 85    |                                                                            |
| 29. April | Pessach Grupper                   | israelischer Politiker                                                      | 88    |                                                                            |
| 29. April | Gerhard Heufler                   | österreichischer Industriedesigner                                          | 69    |                                                                            |
| 29. April | Parekura Horomia                  | neuseeländischer Politiker                                                  | 62    |                                                                            |
| 29. April | Channa Horwitz                    | US-amerikanische Künstlerin                                                 | 80    |                                                                            |
| 29. April | John LaMontaine                   | US-amerikanischer Komponist                                                 | 93    |                                                                            |
| 29. April | Shinji Maki                       | japanischer Entertainer und Musiker                                         | 78    | [ 16 ]                                                                     |
| 29. April | Ernest Michael                    | US-amerikanischer Mathematiker                                              | 87    |                                                                            |
| 29. April | John Quine                        | britischer Geheimdienstler                                                  | 92    |                                                                            |
| 29. April | Michela Roc                       | italienische Schauspielerin                                                 | 71    |                                                                            |
| 29. April | Konrad Rupf                       | deutscher Opernsänger                                                       | 83    |                                                                            |
| 29. April | Hans Schönauer                    | deutscher Jurist                                                            | 85    |                                                                            |
| 29. April | Patrick Taval                     | papua-neuguineischer Bischof                                                | 56    |                                                                            |
| 29. April | Anne Valery                       | britische Drehbuchautorin und Schauspielerin                                | 87    |                                                                            |
| 29. April | Marianna Zachariadi               | zypriotische Leichtathletin                                                 | 23    |                                                                            |
| 30. April | Tito Buss                         | brasilianischer Bischof                                                     | 87    |                                                                            |
| 30. April | Heather Dohollau                  | britisch-französische Dichterin                                             | 88    |                                                                            |
| 30. April | Shirley Firth                     | kanadische Skilangläuferin                                                  | 59    |                                                                            |
| 30. April | Emil Frei III                     | US-amerikanischer Onkologe                                                  | 89    |                                                                            |
| 30. April | Irineos Galanakis                 | griechischer Bischof                                                        | 101   |                                                                            |
| 30. April | Viviane Forrester                 | französische Schriftstellerin                                               | 87    |                                                                            |
| 30. April | Mike Gray                         | US-amerikanischer Drehbuchautor und Produzent                               | 77    |                                                                            |
| 30. April | Tim Hensley                       | US-amerikanischer Country-Musiker                                           | 50    |                                                                            |
| 30. April | Josef Koranda                     | deutscher Kunstpädagoge, Schuldrucker und Kalligraf                         | 79    |                                                                            |
| 30. April | Andrew J. Offutt                  | US-amerikanischer Schriftsteller                                            | 78    |                                                                            |
| 30. April | Penry Williams                    | britischer Historiker                                                       | 88    |                                                                            |